# Adriana Barraza
Adriana Barraza (født 5. marts 1956) er en mexikansk tv- og fillmskuespiller. Barraza er blandt andet kendt fra filmene Amores Perros og Babel, begge instrueret af Alejandro González Iñárritu. For sidstnævnte, hun var Oscar-nomineret i kategorien for bedste kvindelige birolle i 2007. For samme rolle fik hun også nomineringer til bl.a. Golden Globe og Screen Actors Guild Award.